# Grover (Colorado)
Grover és una població dels Estats Units a l'estat de Colorado. Segons el cens del 2000 tenia 153 habitants.

## Demografia
Segons el cens del 2000, Grover tenia 153 habitants, 78 habitatges, i 32 famílies. La densitat de població era de 118,1 habitants per km².
Dels 78 habitatges en un 23,1% hi vivien nens de menys de 18 anys, en un 39,7% hi vivien parelles casades, en un 2,6% dones solteres, i en un 57,7% no eren unitats familiars. En el 52,6% dels habitatges hi vivien persones soles el 26,9% de les quals corresponia a persones de 65 anys o més que vivien soles. El nombre mitjà de persones vivint en cada habitatge era d'1,96 i el nombre mitjà de persones que vivien en cada família era de 3,15.
Per edats la població es repartia de la següent manera: un 26,1% tenia menys de 18 anys, un 1,3% entre 18 i 24, un 22,9% entre 25 i 44, un 29,4% de 45 a 60 i un 20,3% 65 anys o més.
L'edat mediana era de 45 anys. Per cada 100 dones de 18 o més anys hi havia 85,2 homes.
La renda mediana per habitatge era de 17.679 $ i la renda mediana per família de 18.438 $. Els homes tenien una renda mediana de 21.875 $ mentre que les dones 25.625 $. La renda per capita de la població era de 9.342 $. Entorn del 36% de les famílies i el 45,2% de la població estaven per davall del llindar de pobresa.

## Poblacions més properes
El següent diagrama mostra les poblacions més properes.